# Sonic Mega Collection
Sonic Mega Collection (ソニック メガコレクション, Sonikku Mega Korekushon) é uma compilação de jogos clássicos do Sonic lançada para Nintendo GameCube, PlayStation 2, Xbox e PC (Windows). A versão do Nintendo GameCube foi lançado no dia 10 de dezembro de 2002, enquanto as versões para PlayStation 2 e  Xbox,  sob o título de Sonic Mega Collection Plus (ソニック メガコレクション プラス, Sonikku Mega Korekushon Purusu), foi lançado no dia 2 de novembro de 2004. A versão para computador foi lançada no dia 31 de março de 2006.
A compilação contém de doze a catorze jogos completos dependendo da região, todos originalmente lançados no console Mega Drive. Dez dos jogos incluídos são partes da série Sonic The Hedgehog, enquanto os outros dois para quatro jogos só estão relacionados à série pela companhia.
Sonic Mega Collection recebeu uma recepção com crítica positiva, mas os críticos citaram a exclusão de Sonic CD como um ponto negativo. Sonic Mega Collection Plus também foi louvado por sua grande biblioteca de títulos por um preço de mercado baixo.
Nos extras, foram incluídos os comics de Sonic em alta-resolução, imagens e ilustrações dos personagens da série Sonic, filmes de Sonic Heroes e storyboards dos filmes disponíveis.

## Compilação
Sonic Mega Collection apresenta de doze a quatorze jogos completos de Mega Drive em uma única unidade: Sonic the Hedgehog, Sonic the Hedgehog 2, Sonic the Hedgehog 3, Sonic & Knuckles e suas duas expansões, Knuckles in Sonic 2 e Sonic 3 & Knuckles; Sonic 3D Blast, Sonic Spinball, Dr. Robotnik's Mean Bean Machine, os minigames Blue Sphere, Flicky, and Ristar. The Ooze e Comix Zone estão disponíveis somente na versão japonesa.

## Desenvolvimento
Sonic Mega Collection foi desenvolvido pela Sega, subsidiada pela Sonic Team e publicado pela Sega. O diretor Yojiro Ogawa disse em um entrevista para a revista GameSpy, diz que a intenção desta compilação era introduzir os jogos da série original Sonic para os novos e jovens jogadores. O jogo de Mega Drive, Vectorman de 1995—não presente nas séries—foi planejado ser incluído em Sonic Mega Collection juntamente com sua sequência, mas foi deixado para ser publicado na compilação de raridades Sonic Gems Collection em 2005.

## Sonic Mega Collection Plus
Sonic Mega Collection Plus é uma nova versão de Sonic Mega Collection para os consoles Playstation 2 e Xbox. A versão PC foi lançado somente na Europa e Estados Unidos. Esta edição inclui a adição de seis jogos para Game Gear, os dois jogos que foram incluídos somente na versão japonesa de Sonic Mega Collection (The Ooze and Comix Zone). No entanto, ele não tem seis jogos "Sonic" para Game Gear (que estão incluídos nesta coleção) que estão presentes no Sonic Adventure DX: Director's Cut, mas eles aparecem mais tarde em Sonic Gems Collection. Em adição, somente na revisão final japonesa o jogo Sonic the Hedgehog original foi incluído. A versão PC foi lançada no dia 9 de março de 2007 na América do Norte. A localização para esta versão do jogo é européia. Na capa do jogo, informa ser um CD-ROM, mas de fato é um DVD-ROM; portanto, não pode ser jogável em um leitor de CD-ROM. Porém na capa do jogo europeu, está informando corretamente. A versão PC foi relançada em 2009 como parte do Sonic PC Collection.
Os seguintes jogos para Game Gear foram adicionados:
- Sonic the Hedgehog
- Sonic Chaos
- Sonic Drift
- Sonic Labyrinth
- Dr. Robotnik's Mean Bean Machine
- Sonic Blast